# Honorije II.
Honorije II., rođen kao Lamberto Scannabecchi, papa od 15. prosinca 1124. do 13. veljače 1130. godine.